# 瓦町 (豊橋市)
瓦町（かわらまち）は、愛知県豊橋市の地名。

## 地理
豊橋市中央部に位置する。東は大井町、西は老松町、南は瓦町通2丁目、北は住吉町に接する。

### 小字
- 通裏（とおりうら）
- 道下（みちした）
- 宮下（みやした）
- 臨済寺前（りんざいじまえ）

## 歴史
渥美郡瓦町村を前身とする。

### 町名の由来
かつて瓦職人が多くいたことによる。

### 人口の変遷
国勢調査による人口および世帯数の推移。
| 1995年（平成7年）  | 195世帯 571人 |  |
| 2000年（平成12年） | 206世帯 552人 |  |
| 2005年（平成17年） | 198世帯 475人 |  |
| 2010年（平成22年） | 207世帯 490人 |  |
| 2015年（平成27年） | 182世帯 461人 |  |

### 沿革
- 1878年（明治11年） - 瓦町村が合併により東田村の一部となる[2]。
- 1884年（明治17年） - 東田村の一部より、瓦町村として分立[2]。
- 1889年（明治22年）10月1日 - 町村制施行・合併に伴い、渥美郡豊岡村大字瓦町となる[2]。
- 1906年（明治39年）
  - 7月15日 - 豊橋町へ編入し、同町大字瓦町となる[2]。
  - 8月1日 - 市制施行に伴い、豊橋市大字瓦町となる[2]。
- 1926年（大正15年）2月5日 - 町名に移行[2]。
- 1932年（昭和7年）10月11日 - 一部が向山西町となる[2][3]。
- 1940年（昭和15年）8月15日 - 一部が仲ノ町・池見町・大井町・伝馬町・住吉町・老松町となる[2][4]。
- 1959年（昭和34年）2月1日 - 一部が吾妻町となる[2][5]。
- 1964年（昭和39年）
  - 4月7日 - 一部が瓦町通1～2丁目・南瓦町となり、一部を東新町へ編入[2][5]。
  - 4月9日 - 一部が春日町1～2丁目となる[2][6]。

## 施設
- 寿泉寺幼稚園[1]
- 宮本公園[1]
- 神明社[1]

### WEB
1. ↑  “愛知県豊橋市の町丁・字一覧”.   人口統計ラボ. 2023年4月13日閲覧。
2. ↑  総務省統計局 (2017年1月27日). “平成27年国勢調査の調査結果(e-Stat) - 男女別人口及び世帯数 －町丁・字等” (CSV). 2021年7月21日閲覧。
3. ↑  “愛知県豊橋市の郵便番号一覧”.   日本郵便. 2023年4月13日閲覧。
4. ↑  “市外局番の一覧” (PDF).   総務省 (2022年3月1日). 2022年3月22日閲覧。
5. ↑  総務省統計局 (2014年3月28日). “平成7年国勢調査の調査結果(e-Stat) - 男女別人口及び世帯数 －町丁・字等” (CSV). 2021年7月20日閲覧。
6. ↑  総務省統計局 (2014年5月30日). “平成12年国勢調査の調査結果(e-Stat) - 男女別人口及び世帯数 －町丁・字等” (CSV). 2021年7月20日閲覧。
7. ↑  総務省統計局 (2014年6月27日). “平成17年国勢調査の調査結果(e-Stat) - 男女別人口及び世帯数 －町丁・字等” (CSV). 2021年7月21日閲覧。
8. ↑  総務省統計局 (2012年1月20日). “平成22年国勢調査の調査結果(e-Stat) - 男女別人口及び世帯数 －町丁・字等” (CSV). 2021年7月21日閲覧。
9. ↑  総務省統計局 (2017年1月27日). “平成27年国勢調査の調査結果(e-Stat) - 男女別人口及び世帯数 －町丁・字等” (CSV). 2021年7月21日閲覧。

### 書籍
1. 1 2 3 4 5  「角川日本地名大辞典」編纂委員会 1989, p. 1786.
2. 1 2 3 4 5 6 7 8 9 10 11 12  「角川日本地名大辞典」編纂委員会 1989, p. 457.
3. ↑  吉川利明 1976, p. 32.
4. ↑  吉川利明 1976, p. 34.
5. 1 2  吉川利明 1976, p. 58.
6. ↑  吉川利明 1976, p. 59.